# Al·lakh-Iun
Al·lakh-Iun - Аллах-Юнь (rus) és un possiólok de la República de Sakhà, a Rússia. Es troba al marge dret del riu homònim.